# 南十字座θ2
南十字座θ2，拉丁文是，是在南十字座的一對光譜聯星。它們的完整軌道週期是3.4280天，軌道離心率非常低，趨近於0.0。南十字座θ2與太陽的距離約750光年。
該系統組合的平均視星等為+4.72m。由於其中有一顆是仙王座β型變星，星等在+4.70m和+4.74m之間稍有變化，使得星等不能固定，這個變化的週期是0.0889天。這個系統被歸類為藍白的B型主序星，恆星光譜為B3V。